# Hugo Alberto Gnecco Arregocés
Hugo Alberto Gnecco Arregocés es un político y evangelista colombiano, que de 1992 a 1994 y de 2001 a 2003 fue alcalde de la ciudad de Santa Marta, la capital del departamento del Magdalena (Colombia). No terminó ninguna de sus administraciones debido a hechos de corrupción.

## Familia
Hugo Alberto es hijo del guajiro Hugo Felipe Gnecco Carrillo, originario de Barrancas (La Guajira) pero residió en Santa Marta y Valledupar. Su madre es Aurora Arregocés Ariza. Sus hermanos son: 
- Hugo Miguel Gnecco Arregocés.
- Amiro José Gnecco Arregocés.[5]
- Jorge Gnecco Arregocés.
- Natalia Gnecco Arregocés: escritora y periodista.[6]
- Juan Carlos Gnecco Arregocés
- Flor Gnecco Arregocés: Fue senadora de la república de Colombia. Ha sido aportante a la campaña electoral de Carlos Caicedo.[5] Caicedo estableció vínculos con el clan Gnecco y les entregó el contrato del Plan de Alimentación Escolar (PAE) bajo control de Flor Modesta Gnecco, y su primo Luis Gabriel Arregocés.[5]

Los medios-tíos de Hugo Alberto por parte de padre son los hermanos del clan Gnecco-Cerchar, establecidos en Valledupar, Cesar y sur de La Guajira.
Hugo Alberto contrajo matrimonio con María Eugenia Cotes.

## Alcalde de Santa Marta (1992-1994)
Gnecco Arregocés fue elegido alcalde del distrito de Santa Marta en representación del Partido Liberal para un periodo de dos años en las Elecciones regionales en Colombia de 1992, y reemplazó al alcalde Alfonso Vives Campo. 
Contó con el apoyo financiero de sus tíos del departamento del Cesar, Lucas Gnecco Cerchar, Jorge Gnecco Cerchar, del Clan Gnecco Cerchar.
Durante su administración, Gnecco Arregocés extendió el perímetro urbano de la ciudad de Santa Marta hasta el sector de Pozos Colorados, en ese entonces foco de proyectos futuros del turismo del distrito, en el que figuraban predios que adquirió su tío Jorge Gnecco Cerchar. Los predios en zona de Pozos Colorados en su mayoría fueron adquiridos irregularmente por personas, mediante ocupaciones ilegales y despojo de tierras de playa, contiguas al Mar Caribe.
Al finalizar su mandato, Gnecco Arregocés fue reemplazado por José Francisco Zúñiga.

## Alcalde de Santa Marta (2001-2003)
Gnecco Arregocés se postuló como candidato a la alcaldía de Santa Marta durante las elecciones regionales de Colombia de 2000, y resultó elegido para un período de tres años, en reemplazo del alcalde Jaime Solano Jimeno. 

### Apoyos de las AUC
Fue apoyado por su tío Pepe Gnecco, quien era en ese momento senador de la república y ficha de la parapolítica como firmante del Pacto de Ralito con las Autodefensas Unidas de Colombia (AUC). Su tío Lucas Gneccofue nuevamente electo como gobernador del Cesar, mientras su otro tío Jorge Gnecco Cerchar financiaba grupos paramilitares en Santa Marta y la zona norte costera de la Sierra Nevada de Santa Marta en sociedad con Salvatore Mancuso a través de la CONVIVIR Sociedad Guaymaral LTDA.
Gnecco Arregocés habría recibido apoyos de Carmen Rincón, alias "La Gorda", una integrante del Frente Resistencia Tayrona del Bloque Norte de las AUC liderada por los narcoparamilitares Hernán Giraldo y Jorge Gnecco Cerchar, que controlaba el mercado público de Santa Marta. El exdirector de informática del DAS, Rafael García en declaración ante la Corte Suprema de Justicia de Colombia, aseguró que Jorge Gnecco Cerchar, Rodrigo Tovar Pupo alias "Jorge 40" y Hernán Giraldo, apoyaron la candidatura a la alcaldía de Santa Marta del medio-sobrino de Jorge, Hugo Gnecco, y a cambio "le entregó algunos puestos a políticos apoyados en el Frente Resistencia Tayrona".

### Supensión del cargo
Tras una serie de contratos realizados por la administración de Gnecco Arregocés en la Alcaldía, la Procuraduría lo suspendió del cargo el 29 de febrero del 2003 luego de encontrar irregularidades. Fue reemplazado en la alcaldía por José Francisco Zúñiga.

## Prófugo
En 2005, la justicia colombiana lo condenó a 10 años de cárcel por corrupción, "prevaricato y celebración indebida de contratos", por lo que escapó a Venezuela y se mantuvo prófugo. Según las entidades colombianas, Gnecco Arregocés habría participado en el desfalco a las arcas de la alcaldía de Santa Marta por unos 5 mil millones de pesos (2,26 millones de dólares de la época). Las autoridades colombianas notaron la presencia de Gnecco Arregocés en Venezuela, por lo que mediante la Embajada de Colombia en dicho país, el 26 de julio de 2005 solicitaron al gobierno venezolano su extradición.

### Atentado en Maracaibo (Venezuela)
Las autoridades venezolanas del régimen de Hugo Chávez detectaron la presencia de Gnecco Arregocés en la ciudad de Maracaibo, Estado Zulia, al llegar a un hospital con dos disparos en el rostro producidas por arma de fuego el 8 de julio de 2006, al parecer por un atentado sicarial. Gnecco Arregocés portaba documentos de identificación venezolanos falsos, a nombre de Rafael González González (C.I. 11.865.659), por lo que fue apresado.

## Extradición de Venezuela a Colombia
Gnecco Arregocés fue extraditado de Venezuela a Colombia, el 28 de febrero de 2007, y capturado por la Fiscalía General de la Nación. Posteriormente fue enviado a un centro penitenciario para cumplir su condena.
Por motivos de salud, Gnecco Arregocés estuvo recluido temporalmente bajo medida de "casa por cárcel", pero octubre de 2017, fue nuevamente enviado a un centro carcelario. Fue recluido en la cárcel Rodrigo de Bástidas de Santa Marta. Tras su paso por la cárcel, Gnecco Arregocés se ha dedicado a predicar el evangelio.